# 1329 en philosophie
Chronologie de la philosophie
- 1325
- 1326
- 1327
- 1328
- 1329
- 1330
- 1331
- 1332
- 1333

L’année 1329 a été marquée, en philosophie, par les événements suivants :

## Événements
- Condamnation de Maître Eckhart à l'issue de son procès pour hérésie. Il est mort l'année précédente.